# Liste der Fließgewässer im Flusssystem Püttlach

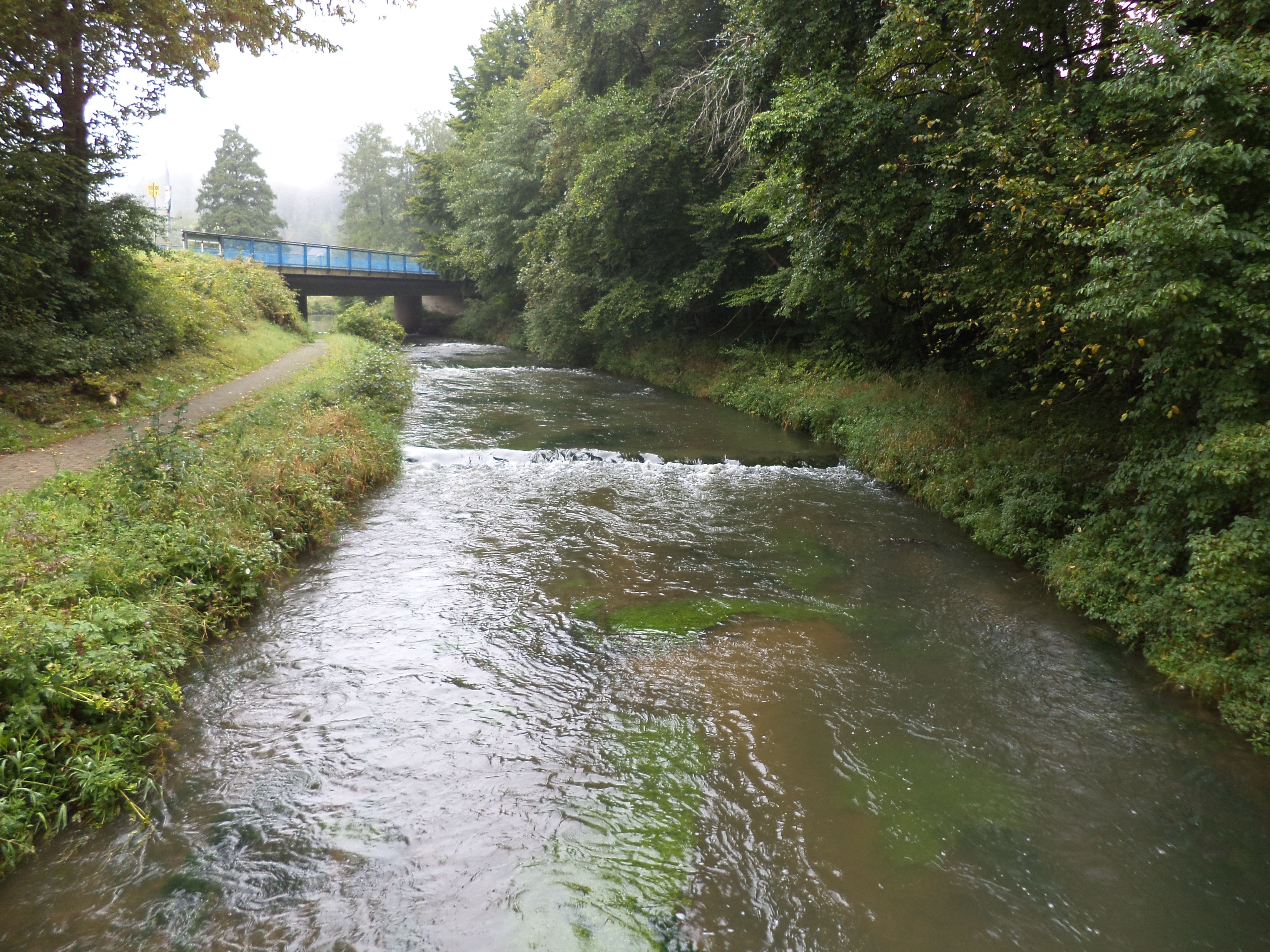
Die Püttlach an der Behringersmühle

Die Liste der Fließgewässer im Flusssystem Püttlach umfasst alle direkten und indirekten Zuflüsse der Püttlach, soweit sie namentlich auf der Topographischen Karte 1:10000 Bayern Nord (DK 10), im Kartenwerk des Stadtplandienstes der Euro-Cities AG oder im Kartenservicesystem des Bayerischen Landesamts für Umwelt (LfU) aufgeführt werden. Namenlose Zuläufe und Abzweigungen werden nicht berücksichtigt. Wenn sich der Gewässername nach dem Zusammenfluss zweier Gewässerabschnitte ändert, werden die beiden Zuflüsse als Quellzuflüsse separat angeführt, ansonsten erscheint der Teilbereichsname in Klammern. Die Längenangaben werden auf eine Nachkommastelle gerundet. Die Fließgewässer werden jeweils flussabwärts aufgeführt. Die orografische Richtungsangabe bezieht sich auf das direkt übergeordnete Gewässer.

## Püttlach
Die Püttlach ist ein 28,2 km langer linker Zufluss der Wiesent in Oberfranken. 

## Zuflüsse
Direkte und indirekte Zuflüsse der Püttlach, jeweils vom Ursprung bis zur Mündung.
- Heringsbach (links)
- Heroldsgraben (rechts)
- Kohlbrunnbach (rechts)
- Pullendorfer Bächlein (rechts)
- Bodendorfer Bach (links)
- Grießbach (links)
- Haselbrunnbach (rechts)
- Weihersbach (links)
- Ailsbach (rechts), 16,2 km
  - Vogelsbach (rechter Quellbach)
    - Steinbach (rechts)
    - Körzendorfer Bach (links)

  - Gereuther Aßbach (linker Quellbach)
    - Pulvergraben (rechts)

  - Harbach (links)
    - Lochbrunnenbach (rechter Quellbach)
    - Hainbrunnbach (linker Quellbach)
    - Häberleinsbach (links)
    - Öpplesbach (links)

  - Gartentalbach (rechts)